# Sylvain Sudrie
Sylvain Sudrie né le 6 mars 1982 à Bordeaux est un triathlète professionnel français. Quintuple champion de France de triathlon longue distance et double champion du monde longue distance en 2010 à Immenstadt en Allemagne et en 2016 à  Oklahoma City aux États-Unis.

## Biographie
Sylvain Sudrie commence la natation à l'âge de 11 ans, il se lance dans le triathlon lors de sa seizième années. En 2004, il intègre l’équipe de France militaire de triathlon, qui lui permet de préparer plus sereinement ses compétitions et de se consacrer à son sport. Sa non sélection pour les Jeux olympiques d'été de 2008 à  Pékin le pousse à s'investir dans les longues distances. En 2010, il remporte son premier titre international sur distance XL en remportant le championnat du monde à Immenstadt en Allemagne.
En 2016, Sylvain Sudrie remporte une nouvelle fois le titre de champion du monde longue de distance, six années après sa première victoire sur ce championnat. Ce dernier appréciant particulièrement le format de course, participe régulièrement à la compétition et collectionne aussi médailles d'argent et de bronze. Le vent et les vagues lors de la partie natation, ne l’empêche pas de sortir en seconde position, derrière le Brésilien Rafael Ribei. Il part à grande vitesse sur le circuit vélo pour prendre rapidement le contrôle de la course. Malgré le vent, il maintient des écarts avec le reste de ses poursuivants, pour se présenter seul à la seconde transition. Il maitrise la course à pied laissant aux autres concurrents se disputer les secondes et troisième place. Le champion en titre Cyril Viennot, auteur du meilleur temps course à pied de l'épreuve, remonte à la seconde place et forme un doublet avec son ami et nouveau champion.

## Palmarès
Le tableau présente les résultats individuels les plus significatifs (podium) obtenus sur le circuit national et international de triathlon depuis 2006.
| Année | Compétition                                        | Pays       | Position           | Temps           |
| ----- | -------------------------------------------------- | ---------- | ------------------ | --------------- |
| 2016  | Championnats du monde de triathlon longue distance | États-Unis | Médaille d'or      | 5 h 59 min 46 s |
| 2014  | Championnats du monde de triathlon longue distance | Chine      | Médaille d'argent  | 5 h 11 min 50 s |
| 2014  | Championnat de France longue distance              | France     | Médaille d'or      | 4 h 4 min 55 s  |
| 2014  | Triathlon XL de Gérardmer                          | France     | Médaille d'or      | 4 h 26 min 52 s |
| 2014  | Ironman 70.3 Barcelone                             | Espagne    | Médaille d'or      | 4 h 2 min 43 s  |
| 2013  | Championnat de France longue distance              | France     | Médaille d'or      | 4 h 5 min 7 s   |
| 2013  | Triathlon XL de Gérardmer                          | France     | Médaille d'or      | Timing          |
| 2012  | Championnat de France longue distance              | France     | Médaille d'or      | 4 h 9 min 17 s  |
| 2011  | Championnats du monde de triathlon longue distance | États-Unis | Médaille de bronze | 5 h 3 min 23 s  |
| 2011  | Championnat de France longue distance              | France     | Médaille d'or      | 3 h 51 min 13 s |
| 2011  | Triathlon XL de Gérardmer                          | France     | Médaille d'or      | 4 h 26 min 19 s |
| 2011  | Ironman 70.3 Pays d'Aix                            | France     | Médaille d'argent  | Timing          |
| 2010  | Championnats du monde de triathlon longue distance | Allemagne  | Médaille d'or      | 6 h 24 min 57 s |
| 2010  | Triathlon XL de Gérardmer                          | France     | Médaille d'or      | 4 h 20 min 19 s |
| 2010  | Ironman 70.3 Miami                                 | États-Unis | Médaille d'or      | 4 h 0 min 41 s  |
| 2010  | Championnat de France longue distance              | France     | Médaille de bronze | 4 h 5 min 37 s  |
| 2009  | Championnats du monde de triathlon longue distance | Australie  | Médaille d'argent  | 3 h 49 min 22 s |
| 2009  | Championnat de France longue distance              | France     | Médaille d'or      | 5 h 42 min 36 s |
| 2009  | Triathlon XL de Gérardmer                          | France     | Médaille d'argent  | 4 h 27 min 4 s  |
| 2007  | Triathlon de Gérardmer                             | France     | Médaille d'or      | Timing          |
| 2006  | Triathlon de Gérardmer                             | France     | Médaille d'or      | 2 h 5 min 33 s  |